# Lalín Arena
El Lalín Arena és un modern complex esportiu i termal de la localitat de Lalín, inaugurat el 15 d'octubre de l'any 2010. Serveix com a feu per al Club Balonmán Lalín.

## Instal·lacions
Les instal·lacions consisteixen en: 
- Un pavelló amb 2 pistes de parquet polivalent, homologades per a la pràctica de futbol sala, bàsquet o handbol. El seu debut va tenir lloc el 27 d'octubre de 2010 amb un partit oficial entre els equips d'handbol d'Espanya i Lituània, vàlid per a la fase de classificació del Campionat d'Europa.[2] La capacitat dels estands del pavelló és de 2000 persones, fet que el converteix en un dels 10 més grans de Galícia.
- 2 pistes de pàdel de cristall i cobertes, amb gespa artificial.
- 4 gimnasos.
- Un complex termal equipat amb jacuzzis, hidromassatges, bany turc, sauna, etc.